# Eberhard Schoener
Eberhard Schoener (né le 13 mai 1938 Stuttgart) est un musicien allemand, compositeur, chef d'orchestre, et arrangeur. Ses activités combinent de nombreux styles et formats. 

## Biographie
À l'origine violoniste classique et chef d'orchestre de musique de chambre et d'opéra, il est l'un des premiers à adopter et vulgariser le synthétiseur Moog en Europe. Dans les années 1970, il voyage en Indonésie et intègre des éléments musicaux d'Asie dans son propre travail. Il collabore avec des musiciens de rock tels que Jon Lord et The Police ainsi qu'avec le groupe allemand de musique électronique Tangerine Dream sur un arrangement orchestral pour le morceau Mojave Plan pour une performance en direct dans une émission de télévision allemande. Il compose des musiques de films, de vidéos, de la musique pour la télévision et un opéra diffusé sur Internet. Il remporte de nombreux prix dont le prix d'art Schwabing 1975 pour sa musique, le prix Bambi de 1992 pour sa créativité et un prix d'excellence à vie au Festival Soundtrack de Cologne de musique et de son au cinéma et dans les médias en novembre 2014,,.

### Faits de carrière marquants
Sources : 
- 1958 : études de violon à l'Académie de musique de Detmold (Nordwestdeutsche Musikakademie) sous la direction du professeur Tibor Varga ; choriste sous la direction du professeur Eugen Pabst.
- 1959 : bourse à l' Accademia Musicale Chigiana de Sienne, classe de direction avec Sergiu Celibidache et musique de chambre avec Quintetto Chiagiano.
- 1960 : premier violon à l'Opéra d'État de Bavière
- 1961 : fondation de l'Orchestre symphonique de jeunes de Munich, reconnu à travers les frontières sous le nom de Le jeune orchestre (Das junge Orchester) dans les séries télévisées sur ARD.
- 1964 : directeur musical de l'Opéra de Bavière jusqu'en 1968.
- 1965 : fondation de l'Opéra de chambre de Munich et depuis directeur artistique et chef d'orchestre. Entre autres, il a dirigé des spectacles d'opéra et de concerts annuels au Brunnenhof (Fountain-Courtyard) au Château de la Résidence à Munich.
- 1972 : Gianni Schicchi de Giacomo Puccini en représentation publique aux Jeux olympiques de Munich.
- 1973 : l'opéra de chambre La Zingara pour la télévision publique allemande (ZDF).
- 1974 : collabore avec Jon Lord de Deep Purple sur Windows.
- 1974 : direction musicale et réalisation pour la télévision de l'opéra Le chef du théâtre (Der Schauspieldirektor) de WA Mozart avec Peter Ustinov, ainsi que de Le chef d'orchestre (Der Kapellmeister) de Cimarosa. Les deux ont été publiés sous forme d'enregistrement via EMI-Classic.
- 1975 : dirige l'orchestre philharmonique hongrois pour l'album Sarabande de Jon Lord de Deep Purple
- 1977 : fragment d'un opéra Shakuntala de Franz Schubert pour le Théâtre international de danse pour la télévision publique allemande (ZDF).
- 1981 : arrangements orchestraux et direction de Mojave Plan de Tangerine Dream interprété avec le groupe pour la télévision publique allemande au Circus Krone de Cologne.
- 1987 : Pop-Stars perform Brecht / Weill, concert au théâtre de Hambourg enregistré pour la télévision (NDR) avec Sting, Gianna Nannini et Jack Bruce .
- 1989 : troisième festival de musique sur l'île d'Elbe avec la représentation de l'opéra Mozart & Salieri.

## Récompenses
Sources : 
| Date | Prix                                                                    |
| ---- | ----------------------------------------------------------------------- |
| 1975 | Schwabing Art Award for Music                                           |
| 1977 | Nommé pour le German Album Award                                        |
| 1977 | Prix du ministère de l'Intérieur pour le scénario Rita or the Goldopera |
| 1992 | BAMBI pour la créativité                                                |
| 1993 | TELESTAR de la télévision allemande                                     |

## Discographie
| Album                                                                        | Date de sortie | Remarques |
| ---------------------------------------------------------------------------- | -------------- | --- |
| The Box                                                                      | 1969           | |
| Destruction of Harmony                                                       | 1971           | Musique électronique basée sur Bach                                                                                        |
| A Day's Lullaby                                                              | 1971           | |
| Meditation                                                                   | 1973           | |
| Windows                                                                      | 1974           | Collaboration avec Jon Lord de Deep Purple, jouée à la télévision en direct et publiée sous forme d'album                  |
| Sarabande                                                                    | 1975           | Dirige l'orchestre philharmonique hongrois pour l'album solo de Jon Lord de Deep Purple                                    |
| Bali Agúng                                                                   | 1975           | |
| Musique from Bali                                                            | 1976           | |
| Bastien et Bastienne                                                         | 1976           | |
| The Playwright Director                                                      | 1976           | |
| Trance-Formation                                                             | 1977           | |
| The Book                                                                     | 1977           | |
| Flashback                                                                    | 1978           | |
| Magie vidéo                                                                  | 1978           | |
| Video Flashback                                                              | 1979           | Compilation: 5 titres de 'Video Magic', et 2 de chaque 'Trance-Formation' et 'Flashback'                                   |
| Événements                                                                   | 1980           | |
| Video Magic                                                                  | 1981           | Compilation du même nom que l'album de 1978 : 4 titres de celui-ci, plus 1 titre de 'Trance-Formation' et 4 de 'Flashback' |
| Time Square                                                                  | 1981           | |
| Eberhard Schoener avec Sting, Andy Summers et Stewart Copeland de The Police | 1981           | Une autre compilation : 5 titres de 'Flashback' et 2 de 'Video Magic'                                                      |
| Complicated Ladies                                                           | 1982           | |
| Spurensicherung                                                              | 1983           | |
| Sky Music / Mountain Music                                                   | 1984           | |
| 1985 Track Securing                                                          | 1985           | |
| Eberhard Schoener System                                                     | 1985           | |
| Eberhard Schoener / Sting / Andy Summers                                     | 1986           | Encore une autre compilation - Comme 1978, 'Video Magic' sauf 1 piste est remplacée par 1 de 'Flashback'                   |
| Bon voyage                                                                   | 1986           | |
| Video Flashback                                                              | 1988           | |
| The Heritage of the Guldenbergs                                              | 1989           | |
| Eberhard Schoener, Sting, Andy Summers                                       | 1986           | |
| Bali Symphony - Trance Mission                                               | 1991           | |
| Why Don't You Answer                                                         | 1992           | |
| Harmonia Mundi                                                               | 1993           | |
| Time Cycle                                                                   | 1994           | |
| Palazzo dell'Amore / Cold Genius                                             | 1996           | |
| Musique de film Derrick                                                      | 1998           | |
| Hey Mr. Gentleman                                                            | 1998           | |
| Potsdamer Platz - Heart of Berlin                                            | 1988           | |
| Namaste-Puja                                                                 | 1999           | |
| Eberhard Schoener And Friends - crossing times and continents                | 2006           | Compilation / Retravail (1977–2006)                                                                                        |
| Sources:                                                                     |                | |

## Filmographie
- 1977 : La Bible arrachée du sable, documentaire de Harald Reinl